# Erich von Luckwald
Erich von Luckwald (ur. 19 lutego 1884 w Goslarze, zm. 11 lutego 1969) – niemiecki prawnik, urzędnik konsularny i dyplomata.
Odbył służbę wojskową (1902-). Ukończył studia w dziedzinie nauk prawnych w Berlinie (1906-1909), uzyskując stopień dr. prawa. W 1909 wstąpił do pruskiej Służby Sprawiedliwości (Justizdienst), zaś w 1910 do niemieckiej Służby Zagranicznej (Auswärtiger Dienst) pełniąc w niej cały szereg funkcji urzędniczych, m.in. w Antwerpii, Sofii i St. Petersburgu, sekretarza i przedstawiciela Auswärtiges Amt w Wielkiej Kwaterze Głównej (Große Hauptquartier) Armii Cesarstwa Niemieckiego (1914-1918). W 1918 otrzymał urlop, następnie zatrudnił się w dyrekcji firmy Disconto-Gesellschaft w Berlinie (1921-). Powrócił do służby zagranicznej – jako wicekonsul/konsul w Łodzi (1926-1930), konsul/chargé d’affaires w konsulacie i konsul/poseł w Tiranie (1930-1936), konsul generalny w Gdańsku (1936-1938), w centrali AA (1938-), przedstawiciel AA przy Protektorze Rzeszy w Czechach i na Morawach (Protektorat Böhmen und Mähren) w Pradze (1943).
W 1932 r. wstąpił do NSDAP. Od 1939 był członkiem SS, od 1943 miał stopień Obersturmbannführera.